# Puente Río Mezcala
Die Puente Río Mezcala (früher Puente Río Mezcala Solidaridad, umgangssprachlich auch nur Puente Mezcala) ist eine Autobahnbrücke im Zuge der mexikanischen Autopista del Sol (Carretera Federal 95D), die Mexiko-Stadt über Cuernavaca mit Acapulco am Pazifik verbindet.

## Beschreibung
Die Puente Río Mezcala überquert bei Kilometer 220 der Autopista del Sol von Mexiko-Stadt in 160 m Höhe den Río Balsas, der hier Río Mezcala genannt wird. Nach Acapulco sind es noch 186 km.
Während die durch weitgehend menschenleeres Gebiet führende Autobahn schmale Pannenstreifen hat, gibt es auf der Brücke nur die beiden durch Schutzplanken getrennten Richtungsfahrbahnen mit je zwei Fahrspuren, aber weder Pannenstreifen noch Geh- oder Radwege.
Die insgesamt 882,5 m lange Schrägseilbrücke wird von drei Pylonen und zwei schmaleren Stützen am steilen Nordhang des Flusses getragen und hat damit (von Nord nach Süd) Spannweiten von 39,5 + 68 + 84 + 299,5 + 311,5 + 80 m.
Die Pylone und Stützen sind aus Stahlbeton. Der mittlere Pylon ist mit einer Höhe von 236 m das höchste Brückenbauwerk in Nordamerika und ist höher als die Pylone der Golden Gate Bridge. Er wird über dem Brückendeck durch zwei Querriegel versteift, während die beiden anderen, kleineren Pylone nur einen Querriegel haben. Am großen mittleren Pylon sind in jede Fahrtrichtung beiderseits des Fahrbahnträgers je 14 Schrägseile gespannt, bei dem kleineren nördlichen Pylon sind es je 10 und bei dem südlichen Pylon je 11 Seile. Dort sind die äußersten 5 Seile jeder Seite nicht im Fahrbahnträger, sondern im darunter befindlichen, in den Hang vorgebauten Widerlager verankert.
Der Fahrbahnträger besteht aus einem Stahlrost, das mit einer Betondecke verbunden ist. Er hat eine Bauhöhe von 2,80 m.

## Geschichte
Die Puente Río Mezcala wurde in den Jahren von 1989 bis 1993 zusammen mit der neuen Carretera Federal 95D gebaut, die zwischen Cuernavaca nach Chilpancingo auf einer neuen, deutlich kürzeren Trasse angelegt wurde.
Am 17. März 2007 ereignete sich ein Unfall auf der Brücke, als zwei Schulbusse und ein mit Kokosnüssen beladener Lkw zusammenstießen, die Fahrzeuge fingen Feuer, das sich auf eines der mit HDPE-Polyethylen verkleideten Schrägseile ausdehnte. Die große Hitzeentwicklung führte zum Bruch dieses Schrägseils. Das Seil wurde bald darauf ersetzt, aber der Unfall löste Diskussionen in der Fachwelt aus, unter welchen Umständen das Versagen einzelner tragender Elemente in weitgespannten Strukturen zum Versagen weiterer Elemente führen kann.